# 顕さんの丑三つ前
顕さんの丑三つ前（けんさんのうしみつまえ）は、AIR-G'（エフエム北海道）で2003年10月から2006年9月まで、毎週木曜深夜 25:30 - 26:00（金曜 1:30 - 2:00、JST）に放送された、収録型の音楽ラジオ番組である。安田顕の冠番組。概ね午前2時から2時半を指す「丑三つ時」の前の時間帯であることが、番組タイトルの由来となっている。

## 概要
番組開始当初は、深夜木曜 26:00 - 27:00（金曜 2:00 - 3:00、JST）の放送であり、「顕さんの丑三つ時」（けんさんのうしみつどき）として放送していた。木曜深夜 25:30 - 26:00（金曜 1:30 - 2:00、JST）に繰り上げになった際に、「顕さんの丑三つ前」に変更された。
パーソナリティは、TEAM NACSの安田顕。本番組以前より、安田は同局の音楽番組『G-BooM!』にも出演しており、2005年9月に同番組が終了するまでは、本番組と併せてAIR-G'で2本の音楽番組を並行して担当する格好となっていた。
番組冒頭では、DJが安田であるとリスナーが知っていることを前提にしてか「どうも、顕さんです」だけのシンプルな挨拶でスタートする。番組内容は大半が音楽で構成され、流れる音楽はほとんどが安田の大好きな洋楽で、そこに安田の解説が付け加えられるというスタイルが採られていた。同じくTEAM NACSの佐藤重幸がパーソナリティを担当し、AIR-G'にて同時期に放送されていた『Side7』では、佐藤が喋り倒すスタイルであったため、対照を成している。

## 関連番組
- 夢チカ18…北海道テレビ放送（HTB）にて放送されている音楽番組。本番組の放送期間中も含め、2015年3月まで安田が司会進行・ナレーターを担当。
- GOLGOLGO…本番組と同じくAIR-G'にて、毎週金曜夜に放送されていた生放送番組。安田と大泉洋がパーソナリティを務めた。